# Бута (Арђеш)
Бута (рум. Buta) насеље је у Румунији у округу Арђеш у општини Неграши. Oпштина се налази на надморској висини од 207 m.

## Становништво
Према подацима из 2002. године у насељу је живело 258 становника, од којих су сви румунске националности.